# 高橋克也

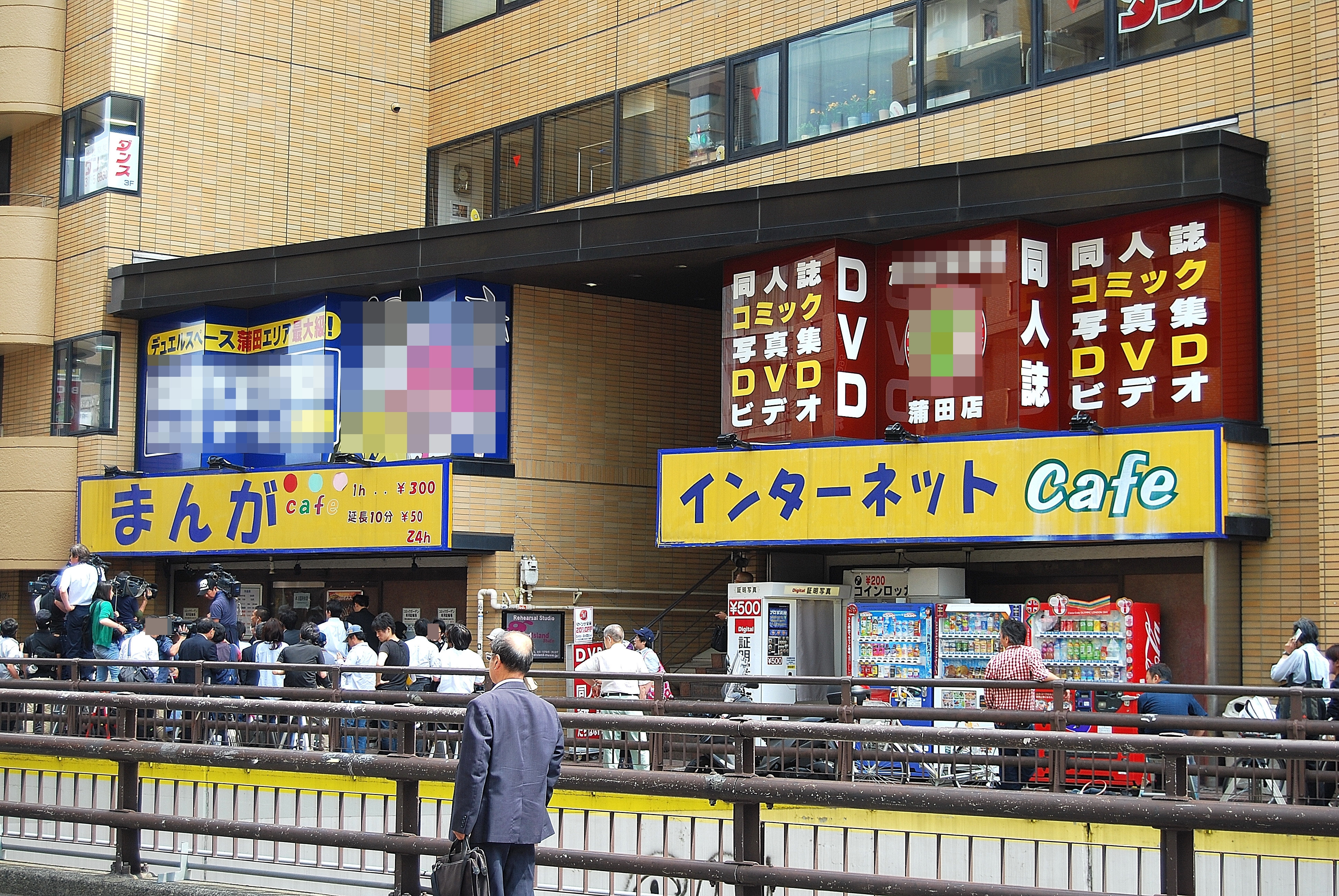
左側是高橋克也被捕的所在地漫畫咖啡館

高橋克也（日语：／ Takahashi Katsuya，1958年4月26日—），日本奧姆真理教信徒。

## 生平
出身於神奈川縣。1987年信教，法名。長期擔任教祖麻原彰晃的貼身警護，隸屬於奧姆內部的「諜報省」。
是假谷清志綁架事件的實行犯；在東京地下鐵沙林毒氣事件中負責接送散播沙林的豐田亨，此外還涉嫌參與多宗襲擊事件。1995年被全國通緝。
逃亡長達17年，除了1996年有線報顯示他在埼玉縣所澤市之外，一直下落不明。直至2012年6月3日菊地直子被捕，供認他和高橋在2007年之前共同生活了十年，期間高橋使用假名「櫻井信哉」。高橋在得知菊地被捕後再次匆忙逃亡，2012年6月15日在東京都大田區西蒲田的一間漫畫咖啡館內被蒲田警察署逮捕，當時他以「吉田新一」之名進入店內。高橋是最後一名落網的奧姆真理教通緝犯。
2012年9月24日，高橋被起訴。2018年1月25日判處無期徒刑定讞。

## 外部連結
- 奧姆真理教相關嫌疑人通緝令（警察廳）